# Leichtathletik-Länderkampf der Männer 1976 Belgien – BR Deutschland – Niederlande
| 14. Leichtathletik-Länderkampf mit bundesdeutscher Beteiligung 1976 | 14. Leichtathletik-Länderkampf mit bundesdeutscher Beteiligung 1976 |
| ------------------------------------------------------------------- | ------------------------------------------------------------------- |
|                                                                     |                                                                     |
| Ländervergleich der Männer: Belgien – BR Deutschland – Niederlande  |                                                                     |
| Austragungsort                                                      | Brüssel                                                             |
| Wettbewerbe                                                         | 20                                                                  |
| Datum                                                               | 18. September                                                       |
| 1. FRG 2. BEL 3. NLD                                                | 166 Punkte 153 Punkte 107 Punkte                                    |
| Chronik                                                             |                                                                     |
| ← SUI-FRG-NLD Str'lauf (M)                                          | erster LK 1977:00 FRA-FRG Geher (F) →                               |

Der vierzehnte und gleichzeitig letzte Vergleich des Länderkampfjahres 1976 war ein Dreiländerkampf der Männer zwischen Belgien, der Bundesrepublik Deutschland und den Niederlanden mit gemeinsamer Wertung. Am 18. September trafen sich die drei Länder in der belgischen Hauptstadt Brüssel zum fünften Mal in dieser Konstellation. Alle vorangegangenen Begegnungen hatte die Bundesrepublik vor Belgien und den Niederlanden gewonnen. Auch in Zweiervergleichen gegen diese Gegner hatte die Bundesrepublik immer die Oberhand behalten.

## Modus
Auf dem Programm standen die bei Länderkämpfen üblichen zwanzig Disziplinen. Aus dem olympischen Wettbewerbskatalog fehlten nur der Marathonlauf, die beiden Disziplinen im Straßengehen und der Zehnkampf. Die Punkte wurden nach dem bei Dreiländerkämpfen üblichen System vergeben: Einzeldisziplinen: 1. Platz: 7 Punkte / 2. Pl.: 5 P / 3. Pl.: 4 P / 4. Pl.: 3 P / … – Staffeln: acht zu fünf zu drei Punkte.

## Ergebnis
Das bundesdeutsche Team bestritt diese Begegnung mit einer Zweitbesetzung. In den Einzelläufen überzeugten die Belgier mit fünf Disziplingewinnen bei drei Doppelerfolgen. Die bundesdeutschen Leichtathleten kamen hier auf drei Siege bei einem Doppelerfolg, die Niederländer trugen einen Disziplingewinn davon. Die Staffeln gingen beide an Belgien. Im Bereich der technischen Disziplinen war die Bundesrepublik hoch dominant. Außer dem Hochsprung, in dem die Niederländer vorne lagen, entschieden die bundesdeutschen Sportler in dieser Kategorie alle Wettbewerbe für sich. Damit gab es auch in diesem Jahr die identische Reihenfolge der vorangegangenen Aufeinandertreffen. Die Bundesrepublik Deutschland siegte mit 166 Punkten vor den dreizehn Punkte zurückliegenden Belgiern. Die Niederlande kam weitere 46 Punkte zurück auf den dritten Platz.

## Legende
Kurze Übersicht zur Bedeutung der Symbolik – so üblicherweise auch in sonstigen Veröffentlichungen verwendet:
| DNF | nicht im Ziel (did not finish) |

## Resultate

### 100 m
| Platz | Athlet         | Land | Zeit (s) |
| ----- | -------------- | ---- | -------- |
| 1     | Lambert Micha  | BEL  | 10,54    |
| 2     | Michael Gruse  | FRG  | 10,78    |
| 3     | Henk Brouwer   | NLD  | 10,79    |
| 4     | Frank Verhelst | BEL  | 10,87    |
| 5     | Jürgen Kyre    | FRG  | 10,93    |
| 6     | Bert de Jager  | NLD  | 11,05    |

### 200 m
| Platz | Athlet         | Land | Zeit (s) |
| ----- | -------------- | ---- | -------- |
| 1     | Lambert Micha  | BEL  | 20,86    |
| 2     | Reno Roelandt  | BEL  | 21,24    |
| 3     | Henk Brouwer   | NLD  | 21,26    |
| 4     | Udo Thiel      | FRG  | 21,47    |
| 5     | Michael Gruse  | FRG  | 21,62    |
| 6     | Aad Tielenburg | NLD  | 22,28    |

### 400 m
| Platz | Athlet            | Land | Zeit (s) |
| ----- | ----------------- | ---- | -------- |
| 1     | Alfons Brydenbach | BEL  | 46,58    |
| 2     | Eddy De Leeuw     | BEL  | 47,15    |
| 3     | Ludger Zander     | FRG  | 47,35    |
| 4     | Werner Schmal     | FRG  | 47,92    |
| 5     | Harry Schulting   | NLD  | 48,09    |
| 6     | Aad Veldhoen      | NLD  | 48,67    |

### 800 m
| Platz | Athlet          | Land | Zeit (min) |
| ----- | --------------- | ---- | ---------- |
| 1     | Ivo Van Damme   | BEL  | 1:51,3     |
| 2     | Tony Goovaerts  | BEL  | 1:51,4     |
| 3     | Eric van Amstel | NLD  | 1:51,6     |
| 4     | Rick Snoep      | NLD  | 1:51,7     |
| 5     | Bernd Toepfer   | FRG  | 1:51,7     |
| 6     | Rüdiger Möhler  | FRG  | 1:51,7     |

### 1500 m
| Platz | Athlet         | Land | Zeit (min) |
| ----- | -------------- | ---- | ---------- |
| 1     | Marc Nevens    | BEL  | 3:52,2     |
| 2     | Herman Mignon  | BEL  | 3:52,3     |
| 3     | Evert Hoving   | NLD  | 3:53,2     |
| 4     | Klaas Lok      | NLD  | 3:54,1     |
| 5     | Ingo Falk      | FRG  | 3:54,7     |
| 6     | Harald Schmaus | FRG  | 3:56,6     |

### 5000 m
| Platz | Athlet          | Land | Zeit (min) |
| ----- | --------------- | ---- | ---------- |
| 1     | Peter Weigt     | FRG  | 13:54,6    |
| 2     | Frank Grillaert | BEL  | 13:56,6    |
| 3     | Christoph Herle | FRG  | 14:03,6    |
| 4     | Piet Vonck      | NLD  | 14:04,0    |
| 5     | Rudie Verriet   | NLD  | 14:09,0    |
| DNF   | Willy Polleunis | BEL  |            |

### 10.000 m
| Platz | Athlet          | Land | Zeit (min)         |
| ----- | --------------- | ---- | ------------------ |
| 1     | Gerard Tebroke  | NLD  | 27:56,8            |
| 2     | Eddie Rombaux   | BEL  | 29:04,6            |
| 3     | Eberhard Weyel  | FRG  | 29:22,8            |
| 4     | Willi Jungbluth | FRG  | 29:35,0            |
| 5     | Peter Waaning   | NLD  | 29:44,2            |
| DNF   | Emiel Puttemans | BEL  | Aufgabe bei 7000 m |

### 110 m Hürden
| Platz | Athlet             | Land | Zeit (s) |
| ----- | ------------------ | ---- | -------- |
| 1     | Manfred Rist       | FRG  | 14,5     |
| 2     | Jan Willem Boogman | NLD  | 14,6     |
| 3     | Karl-Jörg Kerl     | FRG  | 14,7     |
| 4     | Yves Lahaye        | BEL  | 14,8     |
| 5     | Luc Carlier        | BEL  | 15,0     |
| 6     | Peter Gravesteyn   | NLD  | 16,5     |

### 400 m Hürden
| Platz | Athlet             | Land | Zeit (s) |
| ----- | ------------------ | ---- | -------- |
| 1     | Ulrich Zunker      | FRG  | 50,8     |
| 2     | Thomas Löwe        | FRG  | 50,9     |
| 3     | Jan Willem Boogman | NLD  | 51,1     |
| 4     | Harry Schulting    | NLD  | 52,1     |
| 5     | J. L. Clinquart    | BEL  | 53,3     |
| 6     | Jean-Pierre Borlée | BEL  | 54,7     |

### 3000 m Hindernis
| Platz | Athlet                 | Land | Zeit (min) |
| ----- | ---------------------- | ---- | ---------- |
| 1     | Paul Thys              | BEL  | 8:30,0     |
| 2     | Manfred Schoeneberg    | FRG  | 8:44,6     |
| 3     | Josef Lechner          | FRG  | 8:48,0     |
| 4     | Jochen Van Leirsberghe | BEL  | 8:49,8     |
| 5     | Steef Kijne            | NLD  | 9:04,2     |
| 6     | Pieter Vos             | NLD  | 9:25,8     |

### 4 × 100 m Staffel
| Platz | Besetzung      | Land                                                         | Zeit (s) |
| ----- | -------------- | ------------------------------------------------------------ | -------- |
| 1     | Belgien        | Ronald Desruelles Reno Roelandt Frank Verhelst Lambert Micha | 40,02    |
| 2     | BR Deutschland | Werner Schmal Udo Thiel Jochen Verschl Jürgen Kyre           | 41,20    |
| 3     | Niederlande    | Aad Tielenburg Bert de Jager Bert Lambeck Henk Brouwer       | 41,74    |

### 4 × 400 m Staffel
| Platz | Besetzung      | Land                                                            | Zeit (min) |
| ----- | -------------- | --------------------------------------------------------------- | ---------- |
| 1     | Belgien        | Henri Hermans Eddy De Leeuw Ivo Van Damme Alfons Brydenbach     | 3:07,9     |
| 2     | BR Deutschland | Michael Düsing Thomas Wilking Ludger Zander Karl-Heinz Bischoff | 3:09,4     |
| 3     | Niederlande    | Eric van Amstel Aad Veldhoen Harry Schulting Eltjo Schutter     | 3:20,4     |

### Hochsprung
| Platz | Athlet         | Land | Höhe (m) |
| ----- | -------------- | ---- | -------- |
| 1     | Ruud Wielart   | NLD  | 2,17     |
| 2     | Guy Moreau     | BEL  | 2,14     |
| 3     | Bernd Osthoff  | FRG  | 2,05     |
| 4     | Paul Frommeyer | FRG  | 2,05     |
| 5     | Leo Poirot     | NLD  | 2,00     |
| 6     | Marc Borra     | BEL  | 2,00     |

### Stabhochsprung
| Platz | Athlet               | Land | Höhe (m) |
| ----- | -------------------- | ---- | -------- |
| 1     | Theo Walpurgis       | FRG  | 5,00     |
| 2     | Eltjo Schutter       | NLD  | 5,00     |
| 3     | Elie Van Vlierberghe | BEL  | 4,80     |
| 4     | Dietmar Coss         | FRG  | 4,60     |
| 5     | Patrick Desruelles   | BEL  | 4,50     |
| 6     | Ruud Dellensen       | NLD  | 4,20     |

### Weitsprung
| Platz | Athlet            | Land | Weite (m) |
| ----- | ----------------- | ---- | --------- |
| 1     | Jochen Verschl    | FRG  | 7,63      |
| 2     | Ronald Desruelles | BEL  | 7,50      |
| 3     | Axel Salander     | FRG  | 7,33      |
| 4     | Roy Sedoc         | NLD  | 7,26      |
| 5     | Ad de Jong        | NLD  | 7,12      |
| 6     | Pierre Tefnin     | BEL  | 6,96      |

### Dreisprung
| Platz | Athlet           | Land | Weite (m) |
| ----- | ---------------- | ---- | --------- |
| 1     | Wolfram Walther  | FRG  | 15,14     |
| 2     | Roy Sedoc        | NLD  | 15,04     |
| 3     | Ad de Jong       | NLD  | 14,90     |
| 4     | Dieter Eckert    | FRG  | 14,79     |
| 5     | Paul Henry       | BEL  | 14,47     |
| 6     | Albert Van Hoorn | BEL  | 13,67     |

### Kugelstoßen
| Platz | Athlet             | Land | Weite (m) |
| ----- | ------------------ | ---- | --------- |
| 1     | Henning Maßholder  | FRG  | 18,07     |
| 2     | Georges Schroeder  | BEL  | 17,69     |
| 3     | Ruhl Sjaak         | NLD  | 16,56     |
| 4     | Udo Gelhausen      | FRG  | 16,55     |
| 5     | Bertrand De Decker | BEL  | 15,78     |
| 6     | Harm Hummel        | NLD  | 14,74     |

### Diskuswurf
| Platz | Athlet            | Land | Weite (m) |
| ----- | ----------------- | ---- | --------- |
| 1     | Lothar Pongratz   | FRG  | 56,46     |
| 2     | Robert Van Schoor | BEL  | 56,06     |
| 3     | Georges Schroeder | BEL  | 55,98     |
| 4     | Peter Schulze     | FRG  | 55,78     |
| 5     | Harry Zitzen      | NLD  | 50,76     |
| 6     | Ruhl Sjaak        | NLD  | 47,86     |

### Hammerwurf
| Platz | Athlet          | Land | Weite (m) |
| ----- | --------------- | ---- | --------- |
| 1     | Roland Klein    | FRG  | 64,52     |
| 2     | Josef Woltering | FRG  | 64,28     |
| 3     | Jacques Mortier | BEL  | 54,36     |
| 4     | Carel ter Horst | NLD  | 52,02     |
| 5     | François Haste  | BEL  | 48,16     |
| 6     | Wim Uythoven    | NLD  | 39,52     |

### Speerwurf
| Platz | Athlet             | Land | Weite (m) |
| ----- | ------------------ | ---- | --------- |
| 1     | Reinhard Lange     | FRG  | 70,06     |
| 2     | Tony Duchateau     | BEL  | 67,52     |
| 3     | Matthias Rupprecht | FRG  | 66,96     |
| 4     | Jacques Duchateau  | BEL  | 61,62     |
| 5     | Nico Hellendoorn   | NLD  | 58,08     |
| 6     | Dick Kooreman      | NLD  | 56,52     |